# Hodurkî, Novohrad-Volînskîi
Hodurkî (în ucraineană Ходурки) este un sat în comuna Kurciîțea din raionul Novohrad-Volînskîi, regiunea Jîtomîr, Ucraina.

## Demografie
Componența lingvistică a localității Hodurkî
     Ucraineană (99,53%)
     Alte limbi (0,47%)
Conform recensământului din 2001, majoritatea populației localității Hodurkî era vorbitoare de ucraineană (99,53%), existând în minoritate și vorbitori de alte limbi.